# Lisa Hörnblad
Lisa Hörnblad, född 6 mars 1996, är en svensk utförsåkare som representerar Höga Kusten AK. Hon tävlar i storslalom, super-G, störtlopp och alpin kombination och tillhör det svenska landslaget.
Hennes främsta internationella meriter är en 11:e placering i Störtlopp (Garmisch-Partenkirchen, 2019) i världscupen samt två vinster i europacupen.
Hörnblad är uppväxt i Örnsköldsvik och började sin idrottskarriär som backhoppare. Hon har även varit uttagen på en landslagssamling med Sveriges ungdomslandslag i fotboll.
Hon representerade Sverige i världsmästerskapen i St Moritz 2017. Hon slutade på 24:e plats i damernas super-G vid olympiska vinterspelen 2018. Hon slutade på 20:e plats i Super-G, 9:e plats Kombination och 25:e plats i Störtlopp i världsmästerskapen i Åre 2019.
Hörnblad missade hela alpina säsongerna 2019/20 och 2020/21 på grund av en korsbandsskada. Hon passade då på att vara expertkommentator i SVT för den alpina världscupen.